# 浮世亭夢丸
浮世亭 夢丸（うきよてい ゆめまる、1896年 - 1978年4月3日）は、昭和期の漫才師。本名は北村誠一。
実の弟は浮世亭歌楽で砂川捨丸門下。
芸名の由来は師・捨丸は音頭取り系漫才師であったが、自身は主に浪花節の節真似を売りにしていたために、捨丸から「音頭やらんのやったら、砂川返せ」と言われ、同じ浪花節の節真似を売りにした浮世亭雲心坊から浮世亭を拝借し、「夢が浮き世か、浮き世が夢か」から「浮世亭夢丸」を名乗り、浮世亭派（または浮世派）家元と称した。

## 来歴・人物
1921年に神戸新開地南座で砂川菊丸の名で初舞台。1925年には大八会から吉本、戦後は戎橋松竹を経て吉本に出演。十八番ネタは浪花節の節真似で、相方の弾く三味線がうまく夢丸の唸る浪曲に合わず、夢丸がつっこむもの。また、大八会時代やアチャコと組んでいたときは活動弁士の真似をやったり、その他にも三曲漫才も時折披露していた。戦後は吾妻ひな子、美山なをみらと組んだ。
1975年頃には病気のため第一線を退いた。1978年4月3日、大阪市住之江区の松下病院にて脳出血により死去。82歳没。
弟子には浮世亭出羽助・八丈竹幸、浮世亭夢路、浮世亭夢若。

## 元相方
花菱アチャコ、大和家こたつ、ミヤコ蝶々、吾妻ひな子、浮世亭静江、美山なをみ、有明和子、五味満里子、京山圓嬢等と組んだ。